# Cérences
Cérences är en kommun i departementet Manche i regionen Normandie i norra Frankrike. Kommunen ligger i kantonen Bréhal som tillhör arrondissementet Coutances. År 2022 hade Cérences 1 806 invånare.

## Befolkningsutveckling
Antalet invånare i kommunen Cérences
| Referens: INSEE |